# Etrumeus
Etrumeus, rod morskih riba iz porodice Dussumieriidae. Opisao ga je 1853 nizozemski ihtiolog Pieter Bleeker.

## Vrste
- Etrumeus acuminatus Gilbert, 1890
- Etrumeus golanii DiBattista, Randall & Bowen, 2012
- Etrumeus makiawa Randall & DiBattista, 2012
- Etrumeus micropus (Temminck & Schlegel, 1846)
- Etrumeus sadina (Mitchill, 1814)
- Etrumeus whiteheadi Wongratana, 1983
- Etrumeus wongratanai DiBattista, Randall & Bowen, 2013

- Etrumeus whiteheadi